# Francesco Porzio
Francesco Porzio (né le 26 janvier 1966 à Naples) est un joueur de water-polo italien.
Il est le frère de Pino Porzio avec lequel il a joué toute sa carrière au Circolo Nautico Posillipo.
Il remporte le titre olympique aux Jeux de Barcelone en 1992.